# Afroholopogon dasys
Afroholopogon dasys là một loài ruồi trong họ Asilidae. Afroholopogon dasys được Londt miêu tả năm 2005. Loài này phân bố ở miền nhiệt đới châu Phi.